# 焼山村
焼山村（やけやまむら）は、広島県安芸郡にあった村。現在の呉市の一部にあたる。

## 地理
- 河川：二河川、滝ノ川[1]

## 歴史
- 1889年（明治22年）4月1日、町村制の施行により、安芸郡焼山村が単独で村制施行し、焼山村が発足[1][2]。
- 1926年（大正15年）海軍の通信隊送信所設置[1]。
- 1931年（昭和6年）4月1日、安芸郡本庄村の一部（大字栃原・苗代・押込）と合併し、昭和村を新設して廃止された[1][2]。

### 地名の由来
次の二説あり。
1. 檜の森林が山火事で焼けたことによる。
2. 谷地を意味する地形地名。

## 産業
- 農業[1]